# Aeroportul Skopje
Aeroportul Skopje (IATA: SKP, ICAO: LWSK) este un aeroport din Regiunea Statistică Skopje⁠(d), Macedonia de Nord ce deservește zona Skopje. Aeroportul a fost tranzitat în 2023 de 2.883.378 de pasageri. A fost numit după zona deservită.
Situat la o altitudine de 238 m, aeroportul dispune de 1 pistă. Este operat de TAV Airports Holding⁠(d).

## Infrastructură

### Piste
Aeroportul dispune de o singură pistă. Pista 16/34 are suprafața de asfalt și dimensiunile 2.950 m × 45 m. 